# Калтаево (Кушнаренковский район)
Калтаево (баш. Ҡалтай) — село в Кушнаренковском районе Республики Башкортостан Российской Федерации. Входит в состав Шариповского сельсовета.

## География

### Географическое положение
Расстояние до:
- районного центра (Кушнаренково): 20 км,
- центра сельсовета (Шарипово): 13 км,
- ближайшей ж/д станции (Уфа): 50 км.

## История
По материалам Первой ревизии, в 1722 году в деревне были учтены 137 душ мужского пола служилых мещеряков.
Деревня Калтаево — мишарское поселение. Башкиры Кальнинской (т.е. Кандинской) волости Гильгильда Адналин, Рыс Кубяков, Бухар Дасаев с тов. 29 февраля 1716 г. дали договорную запись служилым мишарям Калтаю Куптякову, Бектяпе Багаеву, Муслюму Казабердину, Юсупу Иштерякову, Сесаю Сякееву, Ишбулату Шайбулатову, Бикмету Ишкинину, Кучакаю Токтарову, Кадырмету Бекбулатову, Альмекею Шадрину, Вершине Иванову, Клевле Улукаеву, Уразметю Баймашеву, Ималею Алекаеву с товарыщи, состоящим в 14 дворах, о припуске на их вотчинную землю с уплатой оброка с обозначением ее границ: «вниз по речке по Ишпулату мельницу по черную дорогу, что слывет Макатин Тюбяк по черный лес и в том черном лесу, по городскую большую дорогу, а за черный лес им, Калтаю с тов., не касаться и по другую сторону городской дороги и Мешады речки да по степь, что слывет Бетега Кыр да на Шилатсу речку на Чептан березу и на две березы, состоящих на одном корне со взятием оброка». 
Это — не купля. Об этом еще раз свидетельствуют другие договора мишарей с башкирами — владельцами земли от 11 июля и 29 февраля 1765 г. о продлении первой записи о припуске. 
Здесь были и тептяри, но время приема их в эту деревню неизвестно. 
В 1843 г. на 805 мишарей было засеяно 2440 пудов озимого и 4944 пуда ярового хлеба, т.е. по 9,2 пуда на каждого. 
В конце XIX в. здесь имелось по 3 лавки и хлебозапасных магазина, 2 мечети и школа.
В 1816 г. было взято на учет 30 тептярей и 600 мишарей, в 1834 г. - 31 тептярь, 805 мишарей, в 1859 г. всего населения — 1240 человек, в 1896 г. — 2046 человек, в 1920 г. — при 500 дворах 2472 мишаря, ошибочно названные башкирами.

## Население
| 2002 | 2009 | 2010 |
| ---- | ---- | ---- |
| 682  | ↗693 | ↘576 |

Национальный состав
Согласно переписи 2002 года, преобладающие национальности — башкиры (53 %), татары (47 %).

## Религия
В селе есть мечеть «Ихлас».